# Charles Mhlauri
Charles Mhlauri (ur. 1969 w Bulawayo) - były zimbabwejski piłkarz, a obecnie trener piłkarski, były selekcjoner reprezentacji Zimbabwe.

## Kariera piłkarska
W swojej karierze piłkarskiej Mhlauri grał w takich zespołach jak: Zimbabwe Saints, Zimbabwe Republic Police, Dairibord F.C. i Zimbabwe Sun Rovers.

## Kariera trenerska
Po zakończeniu kariery piłkarskiej Mhlauri ukończył kurs trenerski i w wieku 21 lat został trenerem klubu Zimbabwe Sun Rovers. W 1993 roku założył klub AmaZulu Bulawayo w rodzinnym mieście Bulawayo i był jego trenerem od 1993 do 2001 roku. W latach 2000 i 2001 wywalczył z nim wicemistrzostwo zimbabwejskiej Premier League. W 2002 roku był trenerem Masvingo United, a w 2003 - CAPS United Harare. Z kolei w latach 2004-2007 był selekcjonerem reprezentacji Zimbabwe, którą poprowadził w Pucharze Narodów Afryki 2006.